# 끄라항
끄라항(태국어: กระหัง, 태국어 발음: [krā.hǎŋ], 또는 태국어: กระหาง, 태국어 발음: [krā.hǎːŋ])은 태국 전설에 등장하는 남성 유령이다. 이 유령은 윗옷을 벗고 태국 전통 방식의 로인클로스를 입은 남성의 모습으로 나타나 끄라동(태국어: กระด้ง)이라는 쌀 까부르기용으로 사용되는 둥근 바구니를 날개처럼 사용하여 밤하늘을 날아다니는 것으로 묘사된다.

## 같이 보기
- 끄라스